# Doctor Jeep
Doctor Jeep è un brano musicale del gruppo rock inglese The Sisters of Mercy, pubblicato come singolo nel 1990 dalla EMI Music Publishing/Eldritch Boulevard come secondo e ultimo estratto dall'album Vision Thing.
Il singolo raggiunse il nº 37 della classifica britannica nel dicembre 1990 e fu incluso nella raccolta di greatest hits A Slight Case of Overbombing.

## Tracce

### 7" e musicassetta
1. Doctor Jeep - 4:15 (testo: Eldritch - musica: Eldritch, Bruhn)
2. Knocking on Heaven's Door (Live Bootleg Recording) - 6:53 (Dylan)

### 12"
- Lato A

1. Doctor Jeep (Extended Version) - 8:54

- Lato B

1. Knocking on Heaven's Door (Live Bootleg Recording) - 6:52

### CD
1. Doctor Jeep (Radio Edit) - 3:03
2. Doctor Jeep (Extended Version) - 8:59
3. Knocking on Heaven's Door (Live Bootleg Recording) - 6:53